# Lariguto
Lariguto ist ein Tal in Osttimor. Es befindet sich nordöstlich des Berges Monte Mundo Perdido, im Suco Ossu de Cima, im Norden der Gemeinde Viqueque, an der Grenze zur Gemeinde Baucau. Das Gebiet ist durch eine mit Gras bewachsene Hügellandschaft geprägt, die vom 1763 m hohem, alleinstehenden Monte Mundo Perdido dominiert wird.

## Geschichte

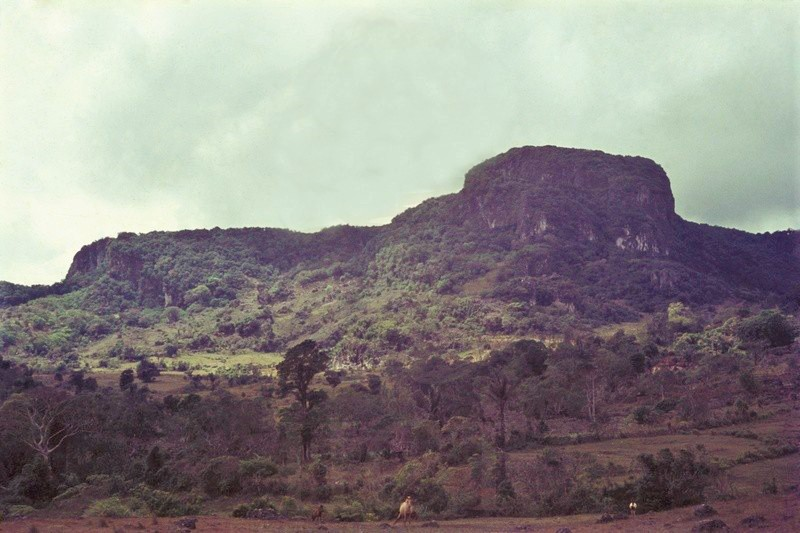
Der Monte Mundo Perdido von Lariguto aus gesehen (Bild von 1966)

Ab Dezember 1975 drangen indonesische Truppen von Baucau aus nach Richtung Süden vor. Im Gebiet von Lariguto stießen sie auf starken Widerstand durch FALINTIL-Kämpfer unter der Führung von Sabika. Erst im Juli erreichten die Indonesier im Süden die Stadt Viqueque.
Mário Carrascalão wurde 1982 Gouverneur des von Indonesien seit 1975 besetztem Osttimor (Timor Timur). Als erster versuchte er einen friedlichen Weg zur Beendigung des Konflikts mit der Widerstandsbewegung der FALINTIL zu finden. In Lariguto traf er Anfang 1983 erstmals den FALINTIL-Kommandanten Xanana Gusmão zu direkten Friedensgesprächen. Ein Waffenstillstand wurde am 23. März 1983  vereinbart. 1990 folgte ein weiteres Treffen in Ariana. Diese Gespräche führten letztlich zur Vereinigung der verschiedenen Fraktionen des politischen Osttimors gegen die Besatzungsmacht. Zuvor arbeitete die UDT Carrascalãos mit den Indonesiern zusammen.

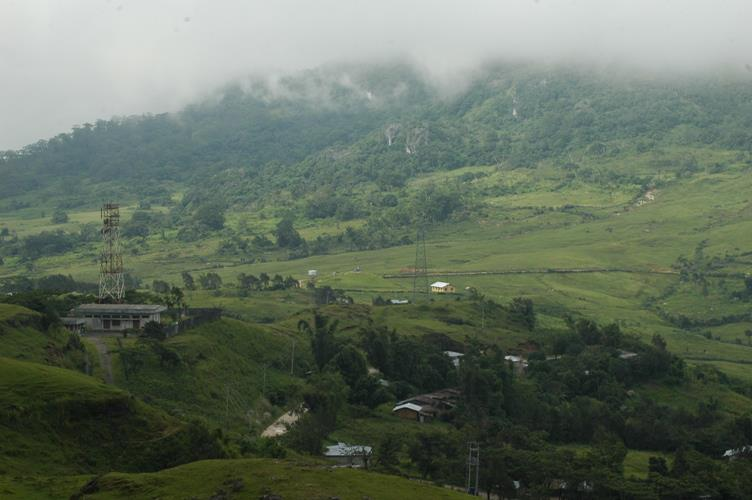
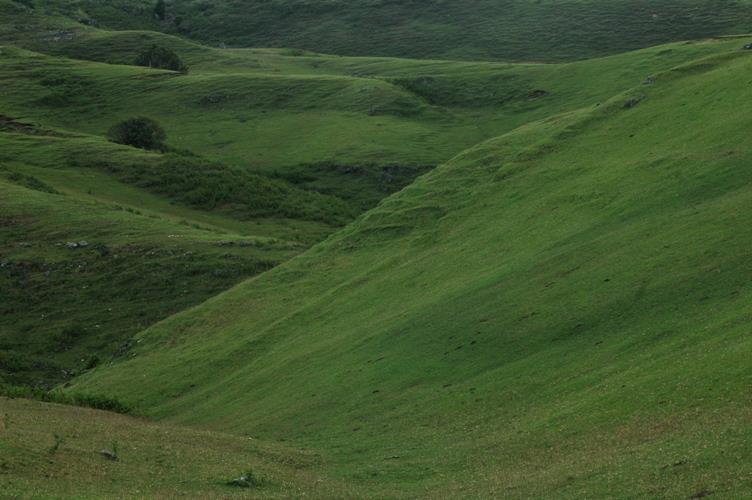
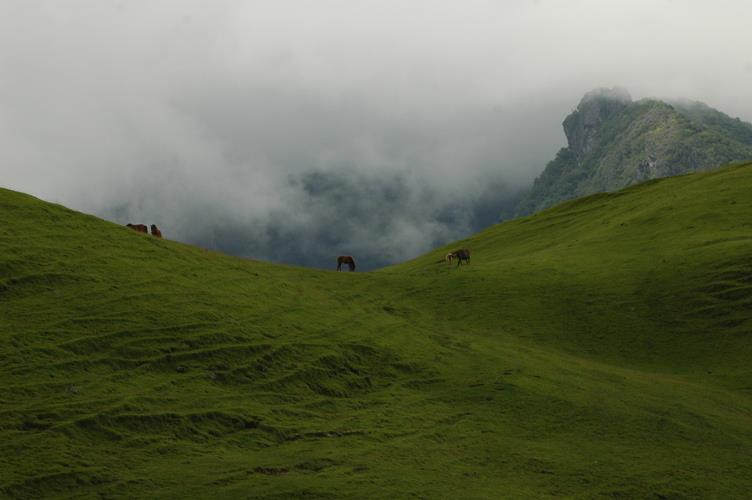

## Sonstiges

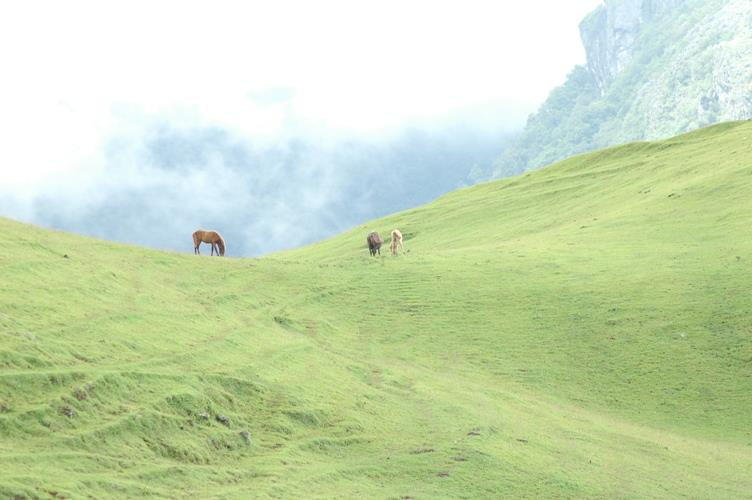
Timor-Ponys in Lariguto

Es gibt Überlegungen im Tal einen Windpark zu errichten.
Der Hauptsaal im Gebäude der Nationalen Wahlkommission Osttimors trägt den Namen Lariguto. Der Name des Saals symbolisiert die Zusammenarbeit verschiedener politischer Parteien zum Wohle des Landes.